# 岩城力也
岩城 力也（いわき りきや、1915年8月26日 - 1999年12月21日）は、日本の俳優。旧芸名は岩城 力。本名は岩城 力夫。富山県出身。

## 来歴・人物
慶應義塾大学卒業。東映東京撮影所の現代劇映画に端役として出演する一方、テレビドラマにも早くから進出。相馬剛三・河合絃司らと共にバイプレイヤーとして、刑事ドラマから特撮まで東映制作のテレビ作品に多く出演した。
1973年より放送された『非情のライセンス』では特捜部・岩田刑事役で全シリーズに出演した（第3シリーズのみ退職後の役）。同番組の主演俳優・天知茂との親交も深く、時代劇も含め様々な作品で共演している。同じテレビ朝日系の『特捜最前線』にも、メインゲストを務めた第214話「バラの花殺人事件!」をはじめ複数に出演。最終回3部作にはそれぞれ違う役柄で顔を出している。
1999年12月21日死去、84歳没。

## 出演

### 映画
- 姿三四郎 第二部 （1955年、東映）
- 終電車の死美人（1955年、東映） - 劇場支配人
- 警視庁物語 魔の最終列車 （1956年、東映）
- 無法街 （1956年、東映）
- にっぽんGメン 特別武装班出動 （1956年、東映）
- 無敵社員 （1957年、東映）
- 地獄岬の復讐 （1957年、東映）
- 曲馬団の娘 （1958年、東映）
- おこんの初恋 花嫁七変化 （1958年、東映）
- 点と線（1958年、東映） - 列車の車掌
- 二発目は地獄行きだぜ （1960年、東映）
- ファンキーハットの快男児シリーズ （1961年） - 高田
  - ファンキーハットの快男児 （ニュー東映）
  - ファンキーハットの快男児 二千万円の腕 （東映）
- 風の野郎と二人づれ （1961年、東映）
- アマゾン無宿 世紀の大魔王 （1961年、東映）
- 黄門社長漫遊記 （1962年、東映）
- 暗黒街最大の決斗 （1963年、東映）
- パレンバン奇襲作戦 （1963年、東映）
- 二百三高地 （1980年、東映）

など

### テレビドラマ
- 七色仮面 （1959年 - 1960年、NET / 東映）
- 少年ケニヤ （1961年 - 1962年、NET / 東映） - ゼカ
- 風雲黒潮丸（1961年 - 1962年、NET / 東映） - 仙波太兵衛
- 特別機動捜査隊 （NET / 東映）
  - 第2話「殺意の報酬」（1961年)
  - 第46話「蟻地獄」（1962年)
  - 第84話「自首」（1963年)
  - 第133話「轢き逃げ」（1964年）
  - 第186話「不法所持」（1965年）
  - 第296話「九年目の女」（1967年） - 中村
  - 第303話「兄ちゃんの馬鹿」（1967年）
  - 第313話「佐渡の踊子」（1967年） - 珍助
  - 第316話「北国の女」（1967年） - 福永
  - 第326話「密月旅行」、第326話「続・密月旅行」 （1968年） - 今泉
  - 第339話「愛情山脈」（1968年） - 巡査
  - 第361話「東京は怖い」（1968年）- 杉田刑事
  - 第367話「鴉」（1968年）
  - 第347話「ゆきずりの女」（1968年） - 滝川
  - 第361話「東京は怖い」（1968年）- 杉田刑事
  - 第395話「薔薇と悪魔」（1969年） - 番頭
  - 第428話「古都」（1970年） - 番頭
  - 第450話「続・全員救出せよ」（1970年） - 鈴木
  - 第452話「母恋し1,500キロ」（1970年） - 支配人
  - 第454話「霧の中の聖女」（1970年） - 中村
  - 第456話「ハイビスカスの女」（1970年） - 中村
  - 第467話「花火と女」（1970年） - 平尾
  - 第470話「苦い十五年」（1970年） - 番頭
  - 第479話「浅草の唄」（1971年） - キリスト
  - 第481話「追憶の街」（1971年） - フロント
  - 第482話「火の雪山」（1971年） - 志水
  - 第484話「春の坂道」（1971年） - 樋口刑事
  - 第525話「ポルノイン東京女人百景」（1971年） - 山川
  - 第549話「太陽が欲しい」（1972年） - 内野
  - 第557話「芸者雪子の場合」（1972年） - 老巡査
  - 第589話「浅間山慕情」(1973年)　- 野村刑事
  - 第639話「血染めの大雪原」 (1974年）- 坂木
  - 第663話「あたしは二十四歳の女」（1974年） - 白河
  - 第696話「ある女教師の場合」（1975年） - 教頭
  - 第753話「愛と死その罪」（1976年） - 教授
  - 第771話「新宿海峡」（1976年） - 尾崎
  - 第779話「むらさき小唄 雪之丞」（1976年） - 野々宮
  - 第795話「愛の終着駅」（1977年） - 里見
- 名犬ロック （1962年 - 1963年、NET / 東映）
- 白鳥の騎士 （1962年 - 1963年、NET / 東映） - 織田信長
- 廃虚の唇 第23話（1964年、NET / 東映）
- 悪の紋章 第1話（1965年、NET / 東映）
- 乗っていたのは二十七人 第19話「殺意」（1965年、NET / 東映）
- 嵐のなかでさよなら 第13話（1966年、NET / 東映）
- 悪魔くん 第19話「地獄脱出大作戦」（1967年、NET / 東映） - 地獄の機動隊長
- 白い巨塔 （1967年、NET / 東映）
- キャプテンウルトラ 第15話「コメット怪獣ジャイアンあらわる」 （1967年、TBS / 東映） - 長官
- 七つの顔の男 第1話「女はミニで勝負する」（1967年、NET / 東映）
- ジャイアントロボ 第18話「謎の諜報員X7」 （1968年、NET / 東映） - 黒田一平（BF団員・X5号）
- ローンウルフ 一匹狼 第25話「狂犬の罠」 （1968年、NTV / 東映）
- バンパイヤ 第21話「マンモス原人登場」 （1969年、CX / 虫プロ商事） - マンモス東条のトレーナー
- プロファイター 第7話「炎に散る女」 （1969年、NTV / 宝塚映画）
- 東京バイパス指令 第22話「強奪犯」 （1969年、NTV / 東宝）
- フラワーアクション009ノ1 第12話「バカンスは危険がいっぱい」 （1969年、CX / 東映）
- 五番目の刑事（NET / 東映）
  - 第6話「ジュクに張り込め」（1969年） - 卸し屋の主人
  - 第17話「ニャロメ鳥が見ていた」（1970年） - 金庫屋の主人
- 江戸川乱歩シリーズ 明智小五郎 第8話「貴女は覗かれている」 （1970年、12ch / 東映）
- 柔道一直線 （1969年 - 1971年、TBS）第30話「必殺！空中二段投げ」（1970年）- 熊野太郎の祖父
- 火曜日の女シリーズ 花は見ていた（1971年、NTV / ユニオン映画）
- 仮面ライダーシリーズ （MBS / 東映）
  - 仮面ライダー
    - 第8話「怪異! 蜂女」 （1971年） - 影村（ショッカー戦闘員）
    - 第32話「人喰い花ドクダリアン」 （1971年） - 酔っ払い
    - 第52話「おれの名は怪鳥人ギルガラスだ!」 （1972年） - ペットショップ店主

  - 仮面ライダーストロンガー 第9話「悪魔の音楽隊がやって来た!!」 （1975年） - 神父
  - 仮面ライダー（スカイライダー） 第36話「急げ一文字隼人! 樹にされる人々を救え!!」 （1980年） - 旅行客
  - 仮面ライダースーパー1 第4話「走れ一也! ドグマ死の結婚行進曲」 （1980年） - 神父
- 人形佐七捕物帳  （1971年、NET / 東宝）
  - 第10話「怪談・変幻地獄」 - 下屋敷の用人
  - 第22話「音羽の猫」 - 惣八
- 帰ってきたウルトラマン 第28話「ウルトラ特攻大作戦」 （1971年、TBS / 円谷プロ） - 漁師
- 清水次郎長 （CX / 東映）
  - 第9話「どっこい三ン下夫婦」（1971年） - 喜助
  - 第43話「旅立ち夫婦笠」（1972年） - 森田屋多兵衛
- 荒野の素浪人 第31話「爆破 十一人の決死隊」 （1972年、NET / 三船プロ） - 伊作
- 二人の素浪人 第18話「剣に砕けた密航船」（1972年、CX / 東映） - 山岡
- 非情のライセンス （東映）
  - 第1シリーズ （1973年 - 1974年、NET） - 特捜部・岩田刑事
  - 第2シリーズ （1974年 - 1977年、NET） - 特捜部・岩田刑事
  - 第3シリーズ （1980年、ANB） - 岩田（退職後）
- 荒野の用心棒 （NET / 三船プロ）
  - 第26話「火薬輸送に兇弾が炸裂して…」 （1973年） - 船頭
  - 第35話「赤い殺意は死の谷に燃えて…」 （1973年） - 梅吉
- ザ・ボディガード 第7話「大いなる恐喝」（1974年、NET / 東映） - 岩崎信一
- ご存知遠山の金さん 第42話 「遠山奉行が殺された!」（1974年、NET / 東映） - 甲州屋八右衛門
- 破れ傘刀舟 悪人狩り 第5話「深海の聖女」 （1974年、NET / 三船プロ） - 貴平次
- 剣と風と子守唄 第1話「ひとり戦争」 （1975年、NTV / 三船プロ） - 名主
- がんばれ!ロボコン（NET / 東映） - 桜山レジャーランド園長
  - 第55話「フギョモゲラ! D51は空を飛ぶ」（1975年）
  - 第88話「ヒエヒエリン!! 北海道へ行くぞ」（1976年）
  - 第89話「ウラクララ!! 不思議なコロポックル」（1976年）
- 徳川三国志 第19話「家光と春日局涙の別れ」（1976年、NET / 東映） - 三蔵
- ザ・カゲスター 第5話「蛙怪人 ダイヤモンド作戦!」（1976年、NET / 東映） - 執事・今井（戦闘員リーダー）
- 忍者キャプター 第12話「SOS風忍キャプター6」 （1976年、12ch / 東映） - 慈善家・桜井
- 人魚亭異聞 無法街の素浪人 第22話「港に咲いた地獄花」 （1976年、NET / 三船プロ） - 酒屋の親爺
- 大江戸捜査網 （12ch / 三船プロ）
  - 第153話「花嫁暗殺計画」（1974年） - 津田次郎兵衛
  - 第167話「必死の金庫破り」（1974年） - 盗人の親分
  - 第255話「三味の音は殺しの調べ」 （1976年）
  - 第263話「ふたり隠密、華麗に参上!」 （1976年） - 岩田屋
  - 第291話「いのち笛を吹く殺し屋」 （1977年） - 巳之吉
  - 第334話「むすめ隠密 涙の旅立ち」 （1978年） - 佐平次
  - 第356話「身代り殺人の秘めた謎」 （1978年）
  - 第381話「命を賭けた哀しき女賊」 （1979年）
  - 第389話「尼僧が秘めた仇討ち七変化」 （1979年）
  - 第393話「宿無し少年と女掏摸」 （1979年）
  - 第402話「獄門台に招く幻の美女」 （1979年）
  - 第455話「女風呂幽霊事件」 （1980年）
  - 第506話「荒野に散った夫婦花」 （1981年）
  - 第513話「新隠密登場 謎の慶長小判」 （1981年）
  - 第520話「父子に迫る黒い牙」 （1981年） - 小石川養生所の医師
  - 第526話「邪剣つばめ返し」 （1982年） - 小石川養生所の医師
  - 第555話「女狩り 黒い十手の怨み節」 （1982年）
  - 第603話「泣くな妹よ! 岡っ引行進曲」（1983年） - 政吉親分
- ぐるぐるメダマン（12ch / 東映）
  - 第12話「おバケ寺からきた机」（1976年） - 和尚
  - 第26話「おかしな年賀状」（1977年） - ショウタの父
- 快傑ズバット 第6話「海にほえるマシンガン」 （1977年、12ch / 東映） - 海賊キッド
- 特捜最前線 （ANB / 東映）
  - 第5話「行方不明の愛」 （1977年）
  - 第45話「蒸発・記憶をデッサンする女!」 （1978年）
  - 第81話「女逃亡犯25時!」 （1978年）
  - 第98話「追跡II・愛と死の大雪原!」 （1979年）
  - 第214話「バラの花殺人事件!」 （1981年） - 柳連三
  - 第255話「張り込み 顔を消した女!」 （1982年）
  - 第304話「炎の女 瓢湖からのたずね人!」 （1983年）
  - 第305話「炎の女II 哀切の雪まつり!」 （1983年）
  - 第343話「汚職官僚の妻!」 （1983年） - 中村刑事
  - 第391話「遺留品ナンバー4号の謎!」 （1984年）
  - 第430話「昭和60年夏・老刑事船村一平退職!」 （1985年）
  - 第506話「橘警部・父と子の十字架」 （1987年）
  - 第507話「桜井警部補・哀愁の十字架」 （1987年）
  - 第508話「神代警視正・愛と希望の十字架」 （1987年） 他ゲスト出演多数
- 人形佐七捕物帳 第23話「障子を開けた不幸」 (1977年、ANB / 東映)　- 杉田順庵
- 達磨大助事件帳 （ANB / 前進座 / 国際放映）
  - 第3話「父子だるま」 （1977年） - 夜嵐の清兵衛
  - 第8話「仇討ち女だるま」 （1977年） - 大国屋源造
  - 第9話「夜明けの父娘」 （1977年） - 太吉
  - 第11話「友よ、さらば」 （1977年） - 儀兵衛
  - 第27話「若いのろし」 （1978年） - 国松
- がんばれ! レッドビッキーズ 第1話「私は野球の女監督」 （1978年、ANB / 東映）
- 新幹線公安官 第2シリーズ 第13話「あなたは狙われている!」（1978年、ANB / 東映） - ヤマト食堂東京営業所 所長
- 大都会 PARTIII （NTV / 石原プロ）
  - 第2話「白昼のパニック」（1978年） - 杉山（城西女子学院校長）
  - 第21話「東京私設警察」（1979年） - 松井三郎（ローンズ松井社長）
- 若さま侍捕物帳 （ANB / 国際放映）
  - 第3話「参上!! 涙の大脱走」 （1978年）
  - 第18話「参上!! 悪女狩り」 （1978年）
- 破れ新九郎（1978年、ANB / 中村プロ） - 藤助
- 伝七捕物帳 （ANB / 国際放映）
  - 第4話「あに、いもうと」（1979年） - まむしの辰五郎
  - 第22話「燃えろ！紫十手」（1979年） - 大宮軍兵衛
  - 第28話「異母兄弟」（1979年）
- 赤穂浪士 （1979年、ANB / 東映） - 奥野将監
- 土曜ワイド劇場 （ANB）
  - 赤いさそりの美女 江戸川乱歩の「妖虫」 （1979年）
  - 田舎刑事 まぼろしの特攻隊 （1979年）
  - 女弁護士 朝吹里矢子 相続欠格の謎 （1987年）
  - 超豪華フェリー殺人事件 （1990年）
  - 豪華ヨット初恋ツアー殺人事件 （1990年）
  - 新妻殺し （1991年）
- 江戸の牙 （ANB / 三船プロ） - 小松
  - 第2話「戦慄! 蛇目傘の女」 （1979年）
  - 第8話「対決! 黒い稲妻」 （1979年）
  - 第18話「渡る世間の鬼を斬る」 （1980年）
  - 第19話「恐怖の人間狩り」 （1980年）
- 鉄道公安官 第23話「特急貨物便・強奪」（1979年、ANB / 東映） - 運送会社社長
- 手錠をかけろ! 第5話「キャッシュカード盗難事件」 （1979年、CX / 国際放映）
- スーパー戦隊シリーズ（ANB / 東映）
  - バトルフィーバーJ 第47話「怪! 謀略の草野球」（1979年） - 監督
  - 電子戦隊デンジマン 第44話「不思議ランプ物語」（1980年） - 老人
  - 太陽戦隊サンバルカン 第4話「少年探偵とスパイ」 （1981年） - 父親
  - 科学戦隊ダイナマン 第38話「若返れ!天才頭脳」（1983年） - 中村太郎（現在）
  - 超電子バイオマン 第22話「大泥棒?! ブルー!」 （1984年） - ゆかりの祖父
  - 電撃戦隊チェンジマン 第31話「暴け! バズーの謎」（1985年） - ゼグ
  - 地球戦隊ファイブマン 第11話「あぶない宝探し」（1990年） - 岩城老人
  - 鳥人戦隊ジェットマン 第29話「最後の戦い」（1991年） - ベルセルク人長老
  - 恐竜戦隊ジュウレンジャー（1992年） - 妖精ノーム
  - 五星戦隊ダイレンジャー 第27話「最終拳だだだッ」（1993年） - 陳老師
  - 忍者戦隊カクレンジャー 第33話「あまのじゃく村」（1994年） - 和尚
- そば屋梅吉捕物帳 第14話「黒い十手に悪の華」（1979年、12ch / 国際放映） - 和泉屋
- 日本名作怪談劇場 第11話「怪談 鰍沢」（1979年、12ch）- 喜右衛門
- 爆走!ドーベルマン刑事 第20話「指名手配の少女を救出せよ!」（1980年、ANB / 東映）
- 柳生あばれ旅 第9話「雨の宿場に花一輪 -島田-」 （1980年、ANB / 東映） - 伊兵衛
- 闇を斬れ 第4話「地獄の賄賂貸し」（1981年、KTV / 松竹）
- 幻之介世直し帖 第1話「闇御用はやぶさ見参」（1981年、NTV / 国際放映） - 弥平
- 文吾捕物帳 第21話「失った女の過去」（1982年、ANB / 三船プロ）
- 時代劇スペシャル （CX）
  - 十六文からす堂 （1982年、三船プロ）
  - 素浪人罷り通る 血煙りの宿 （1982年、三船プロ） - 佐兵衛
  - 御用牙 （1984年、東映）
- それゆけ! レッドビッキーズ 第77話「赤がえるのめざす道」 （1982年、ANB / 東映）
- メタルヒーローシリーズ（ANB / 東映）
  - 宇宙刑事ギャバン 第8話「正義か悪魔か? 銀マスク大ヒーロー」 （1982年） - 荒山編集長（ダブルマン・メルカン人間体）
  - 宇宙刑事シャリバン 第24話「昆虫ハリケーンが運んだ日本なまけ者病」（1983年） - 昆虫売り（ビルスビースト人間体）
  - 宇宙刑事シャイダー 第8話「星からの非行少女」（1984年） - ユカリの養父
  - 機動刑事ジバン 第1話「僕のかわゆい少女ボス」（1989年） - 東都工科大学理事長（カメレノイド人間体）
  - 特警ウインスペクター 第28話「飛べ! 優子号」（1990年） - 老人ホームの老人
  - 特捜エクシードラフト 第34話「生命を売る契約書」（1992年） - 医師
  - 特捜ロボジャンパーソン 第36話「命短し美少年！」（1993年） - 竹内丈太郎博士
  - テツワン探偵ロボタック 第8話「犬の一念岩をも砕く」（1998年） - 町内のご隠居
- 暴れん坊将軍シリーズ （ANB / 東映）
  - 吉宗評判記 暴れん坊将軍
    - 第195話「磯の香りはおっかあの味」（1982年） - 吉兵衛

  - 暴れん坊将軍II
    - 第6話「絵文字が告げた吉宗暗殺」（1983年） - 吉岡源蔵
    - 第45話「いかさま奉行の鴨ネギ音頭!」（1984年） - 茂兵衛
    - 第105話「母も哀しき女郎蜘蛛!」（1985年） - 房吉
    - 第126話「吉宗狙撃! 消えたお庭番」（1985年） - 勘助
    - 第158話「庭番慕情、禁じられた恋の笛!」（1986年） - 惣兵衛
    - 第188話「俺がまことの吉宗だ!」（1987年） - 吉兵衛

  - 暴れん坊将軍III
    - 第25話「悲恋花は二度散る」（1988年） - 喜平
    - 第48話「恋も思案のおてんば剣法」（1989年） - 鈴屋太兵衛
    - 第64話「雪姫けんか珍道中」（1989年） - 道具屋の主人
    - 第81話「八百八町を狙う公家剣法!」（1989年） - 有馬大膳大夫
    - 第93話「悪霊の城の花嫁」（1989年） - 林信学
    - 第107話「みちのく夫婦しぐれ!」（1990年） - 山田権八郎
    - 第127話「柔肌いのち、悲しき裏切り!」（1990年） - 宗像宗山

  - 暴れん坊将軍IV
    - 第23話「死を呼んだ玉の輿!」（1991年） - 井上竜伯

  - 暴れん坊将軍V
    - 第2話「隠居金千両の行方」（1993年） - 弥平
    - 第14話「歌ってよ、子守唄を」（1993年） - 森田屋

  - 暴れん坊将軍VI
    - 第13話「母と子の南部牛追い唄」（1995年） - 徳平
    - 第41話「陽気な刺客」（1995年） - 大店の隠居
- 源九郎旅日記 葵の暴れん坊（ANB / 東映）
  - 第20話「燃やせ玄海 男の炎」（1982年） - 音戸の郷右衛門
  - 第30話「命を捨てに来た男」（1982年） - 淡路屋市蔵
- 暁に斬る! 第14話「大江戸ゴッドファーザー」（1983年、KTV / 三船プロ）
- 眠狂四郎 円月殺法 第18話「夕陽の群盗多殺剣 -土山の巻-」（1983年、TX） - 庄五郎
- ペットントン 第7話「SOS! セロリの誕生日」（1983年、CX / 東映）
- 月曜ワイド劇場 / 母の誤算 （1984年、ANB / 松竹）
- ニュードキュメンタリードラマ昭和 松本清張事件にせまる 第11話「佐分利公使の怪死事件」 （1984年 ANB / 国際放映）
- 西部警察 PART-III 第63話「愛と哀しみの銃弾」（1984年、ANB / 石原プロ） - リ・チョウエイ（香港マフィア）
- 影の軍団IV 第1話「春一番! 燃えて半蔵いま発進」（1985年、KTV / 東映） - 伍平
- スケバン刑事II 少女鉄仮面伝説 第26話「お京VSお京!? 闇に出没! 謎の仮面女」（1986年、CX / 東映）
- 若大将天下ご免! 第35話「寄せ場帰りと暴れ馬!」（1987年、ANB / 東映） - 駿河屋甚右衛門
- 三匹が斬る! 第1話「十萬両! ここが名代の浮世風呂」（1987年、ANB / 東映）
- 名奉行 遠山の金さん（ANB / 東映）
  - 第1シリーズ 第3話「引裂かれた妻の夢」（1988年）
  - 第4シリーズ 第2話「金さんの隠し子!?」（1991年） - 五平
  - 第5シリーズ 第23話「笹舟の謎!歩いてきた幽霊」（1993年） - 老爺
  - 第6シリーズ 第4話「米騒動、殺しの尼僧」（1994年） - 越後屋
- さすらい刑事旅情編 第9話「横浜鶴見線最終電車から消えた女」（1988年、ANB / 東映）
- はぐれ刑事純情派 第2シリーズ 第6話「老いらくの恋殺人事件」（1989年、ANB / 東映）
- 将軍家光忍び旅 第1シリーズ 第7話「襲撃! 女だけの村」（1990年、ANB / 東映） - 耕助
- DRAMADAS / 極楽ゾンビ （1990年、KTV）
- ドラマチック22 / オジサンは怒ってるんだゾ! （1991年、TBS）
- 女無宿人 半身のお紺 第7話「龍は昇天いたし候」（1991年、TX / C.A.L） - 大村屋仁兵衛
- 世にも奇妙な物語 第3話「お前が悪い!」（1992年、CX）
- 火曜サスペンス劇場 / 地方記者・立花陽介（5） 米沢蔵王通信局 （1995年、NTV）
- 超光戦士シャンゼリオン （1996年、TX/ 東映）

など

### オリジナルビデオ
- セーラー服愛人 さよなら風の神様 （1993年、JHV）